# Рыбалкин, Владимир Иванович
Владимир Иванович Рыбалкин (1956 — 22 декабря 2011, Самойловка, Саратовская область, Россия) — российский браконьер, бандит и массовый убийца. Находился в розыске около 20 лет, прежде чем был обнаружен и ликвидирован при задержании.

## Биография
Иван Рыбалкин, отец Владимира, был известен в 1970-х годах как вор в законе, имел множество судимостей.
Владимир Рыбалкин родился в 1956 году, получил восемь классов образования, вскоре был трижды судим за различные преступления. В 1973 году был приговорён к 5 годам лишения свободы по статьям «Хулиганство», «Незаконное ношение, хранение, приобретение, изготовление или сбыт оружия, боевых запасов или взрывчатых веществ», «Кража», «Побег из мест лишения свободы, предварительного заключения или из-под стражи», «Преступления, совершённые против государственной собственности». В 1974 году дополнительно получил 5-летний срок по статье «Умышленное уничтожение или повреждение имущества». В 1983 году был осуждён на 9 лет по статьям «Незаконный провоз воздушным транспортом взрывчатых или легковоспламеняющихся веществ» и «Преступления, совершённые против государственной собственности».
В перерывах между отбытием наказаний Рыбалкин работал в совхозе простым водителем. В начале 1990-х годов создал в Самойловке организованную преступную группу, взявшую под свой контроль окрестных фермеров, местный рынок зерна и лес. Банда отличалась жестокостью.
В январе 1993 года Самойловским районным отделом он был объявлен сначала в местный, а затем и в федеральный розыск из-за конфликта со своим ранее судимым знакомым, который чуть не закончился трагедией. Рыбалкин угрожал другу убийством, приставив пистолет к виску. Было возбуждено уголовное дело за хулиганство и незаконный оборот оружия.
После этого Рыбалкин почти 20 лет находился в розыске, при этом продолжал осуществлять криминальную деятельность и руководить бандой. В 1996 году от пули из автомата погиб оперуполномоченный уголовного розыска Сергей Крюченко. К данному преступлению могла быть причастна банда Рыбалкина.
Самое громкое из совершённых Рыбалкиным преступлений произошло 16 февраля 2004 года. В двух километрах от села Терновое Еланского района Волгоградской области он расстрелял из автомата 4 человек. Убитыми были прокурор района Анатолий Колусев, гостивший у него заместитель начальника московской центральной таможни Сергей Тараненко, инспектор местного охотобщества Александр Потовой и сторож Сергей Крылатов. На раскрытие убийства были немедленно брошены все региональные силы правоохранительных органов. Убийца вскоре был изобличён. Безработный житель расположенного неподалёку посёлка Самойловка, бандит Виктор Горшков, дал признательные показания. По его словам, группа Колусева случайно засекла Рыбалкина в лесу. Они погнались за ним, чтобы арестовать. Рыбалкин заманил их в лес и с удобной для него позиции расстрелял. 2 охотничьих ружья он взял с убитых в качестве трофея. Повальное прочёсывание многокилометровых массивов силами ОМОНа и СОБРа не помогло найти Рыбалкина. Как только Горшков был освобождён из СИЗО, его посреди дня в центре города расстрелял Рыбалкин.
Экс-губернатор Саратовской области Дмитрий Аяцков объявлял вознаграждение за информацию о Рыбалкине в размере 400 тысяч рублей. Никто из местных жителей не решился сообщить о местоположении убийцы. 22 декабря 2011 года Рыбалкин был блокирован в доме по улице Советской в посёлке Самойловка. Он оказал сотрудникам полиции вооружённое сопротивление, в результате получил ранение бедра один из сотрудников ОМОН. Ответным огнём преступник был оттеснён вглубь дома. Вооружённое сопротивление было подавлено, при этом произошло возгорание дома. Когда пожар потушили, при осмотре дома обнаружили труп Рыбалкина с несколькими огнестрельными ранениями.

## В массовой культуре
- Выпуск «Браконьеры» телепередачи «Особо опасен!» (2006)